# Jonathan Kestenbaum
 (août 2021).
Jonathan Andrew Kestenbaum, baron Kestenbaum (né le 5 août 1959) est le directeur de l'exploitation de RIT Capital Partners plc et un membre travailliste de la Chambre des lords. Il est un ancien directeur général du National Endowment for Science, Technology and the Arts (NESTA).

## Jeunesse et éducation
Jonathan Kestenbaum est né le 5 août 1959 à Tokyo, au Japon. Les deux familles de ses parents ont fui l'Allemagne nazie – d'abord aux États-Unis, puis au Japon. La famille déménage au Royaume-Uni en 1964 alors qu'il a cinq ans.
Kestenbaum est un arrière-petit-fils de Joseph Breuer et un arrière-arrière-arrière-petit-fils de Samson Raphael Hirsch et d'Eliezer Liepman Philip Prins.
Kestenbaum est diplômé de la London School of Economics où il étudie l'économie et l'anthropologie, puis poursuit des études de troisième cycle à l'Université de Cambridge dans le département d'anthropologie. Il obtient une maîtrise en éducation à l'Université hébraïque de Jérusalem et obtient par la suite une bourse de recherche en éducation à l'Université hébraïque. À son retour au Royaume-Uni, Kestenbaum obtient un MBA de la Cass Business School. Il est diplômé du programme Cabinet Office Top Management et du programme d'agilité stratégique de la Harvard Business School. Il est titulaire d'un doctorat honorifique en technologie de l'Université de Plymouth et membre honoraire du Royal College of Art.

## Carrière
Avant de se lancer dans les affaires, il commence sa carrière dans l'éducation, en créant un programme de formation international pour les jeunes éducateurs.
Par la suite, Kestenbaum est chef de la direction du bureau du grand rabbin, Jonathan Sacks, puis chef de la direction de l'Appel juif unifié pour Israël (UJIA). À la suite d'une restructuration impliquant une fusion avec une autre organisation caritative britannique, l'UJIA remporte le National Charity Award. Il travaille aussi comme chef de cabinet de Sir Ronald Cohen, président d'Apax Partners et est directeur général fondateur de The Portland Trust.
En 2005, il devient directeur général du National Endowment for Science, Technology and the Arts (NESTA). Pendant son séjour à NESTA, il souligne l'importance de l'innovation pour la croissance économique, et est un défenseur des start-ups technologiques britanniques,.
En 2010, il est nommé président de Five Arrows Ltd et est ensuite directeur de l'exploitation de RIT Capital Partners plc.
Kestenbaum occupe plusieurs postes non exécutifs. Il siège au conseil d'administration du Design Council et d'Enterprise Insight, et est président non exécutif de Quest, une grande entreprise comptable. Il siège au Conseil d'administration du Conseil de stratégie technologique, et est commissaire de l'examen économique indépendant de Manchester et également président de l'examen scientifique de la ville de Manchester. Il termine son mandat au sein de l'Innovation Advisory Group à l'Imperial College et est maintenant professeur adjoint à l'Imperial College Business School. Il siège également au conseil d'administration de la Royal Shakespeare Company et participe au développement du nouveau Royal Shakespeare Theatre à Stratford-Upon-Avon.
Il préside le conseil d'administration de The Capital Holdings Funds (groupe EDR) et siège au conseil d'administration de Windmill Hill Asset Management. Il est membre du conseil d'administration de Profero, une société de marketing numérique. En janvier 2014, Profero est vendue à Lowe, une filiale d'Interpublic Group (IPG).
En 2001, Kestenbaum représente la Grande-Bretagne au football lors des 16e Jeux Maccabiah. Le Maccabiah, un événement multisports international juif et israélien qui se tient désormais tous les quatre ans en Israël, est le troisième plus grand tournoi international au monde après les Jeux olympiques et les Jeux asiatiques. En 2009, il revient au Maccabiah en tant que manager de l'équipe de football de Grande-Bretagne. Kestenbaum et l'entraîneur senior Les Reed emmènent l'équipe britannique vers la médaille d'argent, devenant ainsi la première équipe britannique à atteindre la finale de football du tournoi depuis plus de cinquante ans.
En décembre 2013, Kestenbaum est nommé chancelier de l'Université de Plymouth.
Kestenbaum est créé pair à vie le 24 janvier 2011 en tant que baron Kestenbaum de Foxcote dans le comté de Somerset. Il est présenté à la Chambre des Lords le 26 janvier 2011 et siège sur les bancs travaillistes.